# Nilosahariske sprog
Nilosaharisk er afrikansk sprogfamilie, der især tales omkring de øvre dele af floderne Chari og Nilen, inkl. Nubien. Omkring 11 millioner mennesker talte nilosahariske sprog i 1987 iflg. Merritt Ruhlen. Sprogfamilien er ekstremt heterogen – meget mere end indoeuropæisk eller niger-congo – og den er kontroversiel, idet få sammenlignende sprogvidenskabsfolk har arbejdet på familien som et hele, og mange har benægtet dens validitet. Særlig omstridt er inkluderingen af songhay-sprogene.
Familien forgrener sig som følger iflg. Joseph Greenberg, Lionel Bender og Ethnologue:
1. Komuz-sprogene
2. Sahariske sprog (inkl. kanuri)
3. Songhay-sprogene
4. Fur-sprogene (inkl. fur)
5. Maban-sprogene
6. (Chari-nil-sprogene – denne gruppering blev senere forkastet, hvilket placerer de fire underfamilier herunder på samme niveau som de foregående sprogfamilier)
  1. Centralsudanesiske sprog
  2. Kunama
  3. Berta
  4. Østsudanesiske sprog (inkl. nubiske sprog og nilotiske sprog)

Shabo anses af nogle for nilosaharisk, mens andre ser det som et isoleret sprog.
Også kadu-sprogene er der uenighed om. De betragtes af nogle som nilosahariske, af andre som kordofanske, og af andre igen som en isoleret sprogfamilie.
Mande-sprogene regnes normalt for at være niger-congo, men det er blevet foreslået af flytte dem til nilosaharisk, især pga. nogle ligheder med songhay.
Det uddøde sprog meroitisk fra Kush var muligvis nilosaharisk, men for lidt er kendt om sproget til at klassificere det med sikkerhed. Det samme gælder oropom i Uganda.
Se også teda, et sprog i Tchad

## Eksterne links
- Ethnologue (på engelsk)